# Lapa Taman
Lapa Taman is een bestuurslaag in het regentschap Sumenep van de provincie Oost-Java, Indonesië. Lapa Taman telt 2211 inwoners (volkstelling 2010).